# Елла Рейнс
Елла Рейнс (англ. Ella Raines; 6 серпня 1920 — 30 травня 1988) — американська акторка.

## Біографія
Елла Рейнс народилась 6 серпня 1920 у Снокулмі-Фоллс, штат Вашингтон. Навчалась драматичному мистецтву в Університеті Вашингтона. В одній із п'єс її побачив режисер Говард Гокс.  Її запросили на зйомки військової драми «Корвет K-225».

## Вибрана фільмографія
- 1943 — Корвет K-225 — Джойс Картрайт
- 1944 — Леді-примара — Канзас Річман
- 1944 — В сідлі — Арлі Гарольдей
- 1944 — Повернення Арсена Люпена — Стейсі Канарес
- 1944 — Підозрюваний — Мері Ґрей
- 1947 — Груба сила — Корі Лістер
- 1949 — Небезпечний фах — Люсі Брекетт
- 1950 — Спів пістолетів — Нен Морган
- 1950 — Друге обличчя — Філліс Голмс
- 1957 — Чоловік у дорозі — Рона Еллісон